# 有機臭素化合物
有機臭素化合物（ゆうきしゅうそかごうぶつ、Organobromine compound）とは、炭素-臭素結合のある有機化合物のことである。
高臭素化有機化合物は、有機フッ素化合物の例外を除き他の有機ハロゲン化合物と同様に親油性である。臭素は炭素より電気陰性度の値が大きいため、炭素-臭素結合の炭素は相対的に電子不足となり求電子的となる。
炭素-ハロゲン結合は、ハロゲン族の原子番号が大きくなるにつれ電気陰性度が減少し、また原子半径が増加し結合長が長くなるため弱くなる。例えば、CH3XのXがフッ素、塩素、臭素、ヨウ素のときの結合解離エネルギーはそれぞれ115, 83.7, 72.1, 57.6 kcal/mol である。これらの傾向から、臭素はフッ素や塩素よりも離脱基として優れていることになる。